# Hedydipna metallica
Hedydipna metallica é uma espécie de ave da família Nectariniidae.
Pode ser encontrada nos seguintes países: Djibouti, Egipto, Eritreia, Etiópia, Omã, Arábia Saudita, Somália, Sudão e Iémen.